# Rhabdomastix trichophora
Rhabdomastix trichophora là một loài ruồi trong họ Limoniidae. Chúng phân bố ở miền Tân bắc.